# Martin Střelba
Martin Střelba, né le 22 mars 1967 à Stará Boleslav, est un ancien joueur de tennis professionnel tchèque.

## Palmarès

### Finale en simple (1)
| No | Date       | Nom et lieu du tournoi | Catégorie | Dotation  | Surface      | Vainqueur        | Score         |  |
| -- | ---------- | ---------------------- | --------- | --------- | ------------ | ---------------- | ------------- |  |
| 1  | 01-05-1989 | BMW Open, Munich       |           | 175 000 $ | Terre (ext.) | Andrei Chesnokov | 5-7, 7-6, 6-2 |  |